# Śluza Augustów
Śluza Augustów – piąta śluza na Kanale Augustowskim (licząc od strony Biebrzy). Znajduje się na terenie Augustowa w pobliżu Drogi krajowej nr 8. Wybudowana w latach 1825–1826 przez por. inż. Konstantego Jodkę. Została wysadzona w 1944 przez armię III Rzeszy. Odbudowana następnie w obecnej formie przez firmę "Hydrotrest" w latach 1947–1948 według nowego projektu z zastosowaniem metalowych wrót, kanałów obiegowych i mechanizmu otwierającego wrota poruszanego za pomocą korb. Skutkiem tych unowocześnień stało się wydłużenie czasu śluzowania o 7 minut.
- Położenie: 32,5 kilometr kanału
- Różnica poziomów: 2,44 m
- Długość: 46,8 m
- Szerokość: 6,02 m
- Wrota: metalowe
- Lata budowy: 1825 – 1826
- Kierownik budowy: por. inż. Konstanty Jodko